# إليعازر الموديعيمي
إليعازر الموديعيمي (بالعبرية: אלעזר המודעי‏) هو عالم يهودي عاش في القرن الثاني الميلادي، كان تلميذًا ليوحنان بن زاكاي، ومعاصرًا ليشوع بن حنانيا وإليعازر بن هيركانوس.

## مهنته كحاخام
كان إليعازر الموديعيمي خبيرًا في الأقوال، وكثيرًا ما كان ناقش موضوعات تفسيرية مع معاصريه المتميزين. غالبًا ما كان غمالائيل الثاني يُذعن لتفسيرات إليعازر، معترفًا بأن "آراء الموديعيمي لا غنى عنها".
لم تحفظ الهالاخاه سوى القليل من تعاليمه، ومعظم ما نعرفه عنه غير مؤكد. عاصر أليعازر فترة الاضطهاد الهادرياني، وثورة بار كوخبا، ويبدو ذلك من العديد من عظاته التي تشير، صراحةً أو ضمنًا، إلى وجوده في ظل هذه الأحداث.
عاش أليعازر أيامه الأخيرة خلال الثورة التي قادها شمعون بار كوخبا. وبحسب الرواية الحاخامية، فإنه توفي في مدينة بيتار المحاصرة:
تضيف القصة أن صوتًا سماويًا أعلن بعد ذلك الهلاك الفوري لزعيم الثورة والمدينة المحاصرة، وهو ما حدث قريبًا.